# Coreura euchromioides
Coreura euchromioides är en fjärilsart som beskrevs av Walker 1864. Coreura euchromioides ingår i släktet Coreura och familjen björnspinnare. Inga underarter finns listade i Catalogue of Life.